# Knüllwald

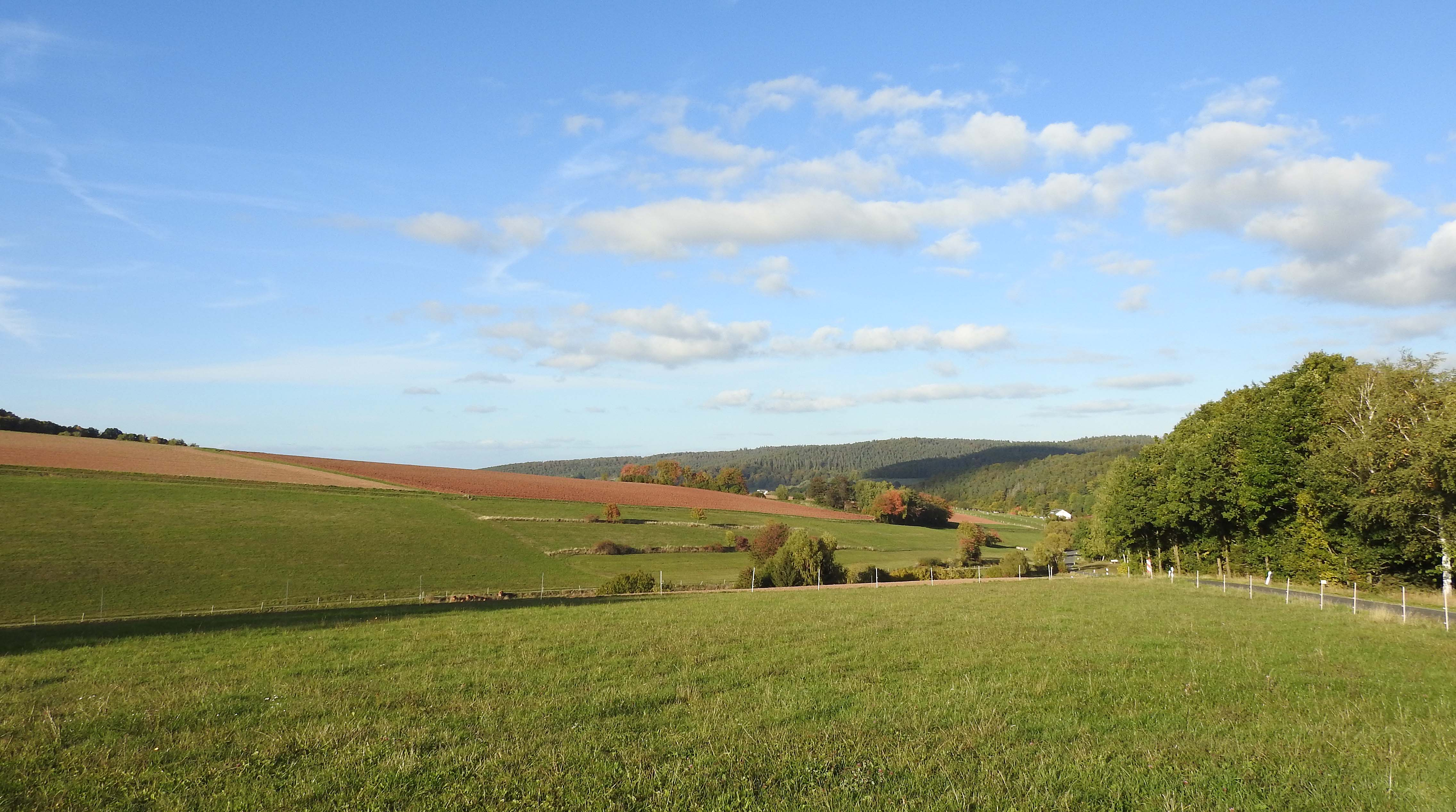
Knüllwald bei Nenterode

Knüllwald ist eine Gemeinde im Schwalm-Eder-Kreis in Hessen (Deutschland).

## Geografie
Knüllwald liegt im Knüllgebirge zwischen den Flüssen Efze und Beise südlich von Kassel. Mit einem Gemeindegebiet von 10.053 ha, davon über 60 % bewaldet, belegt Knüllwald einen der vorderen Plätze unter den flächengrößten Kommunen in Hessen.

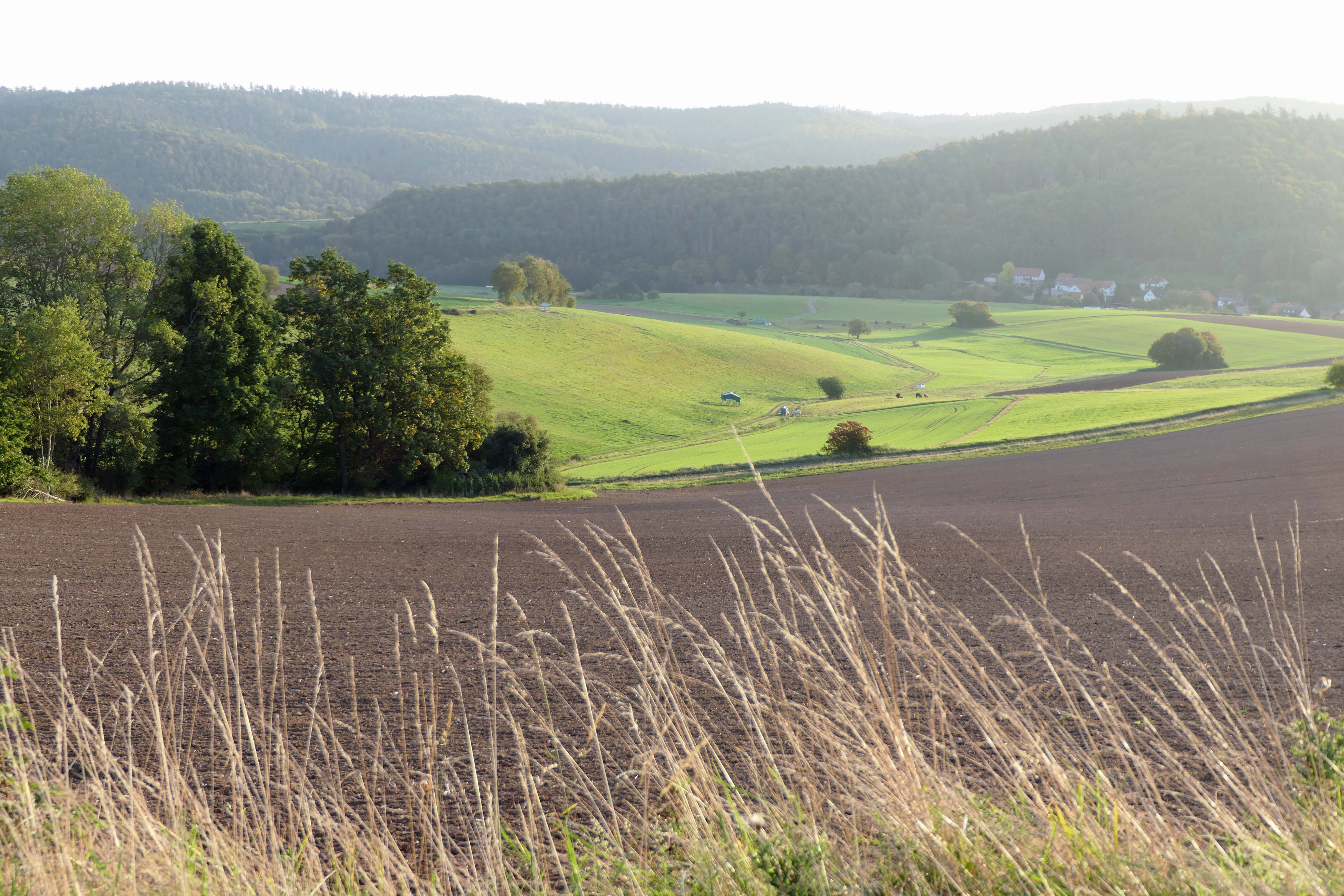
Knüllwald nördlich von Nenterode

### Nachbargemeinden
Knüllwald grenzt im Norden an die Gemeinde Malsfeld, im Osten an die Gemeinden Morschen (beide im Schwalm-Eder-Kreis), Alheim und Ludwigsau, im Süden an die Gemeinde Neuenstein (alle drei im Landkreis Hersfeld-Rotenburg) und die Stadt Schwarzenborn, sowie im Westen an die Stadt Homberg (Efze) (beide im Schwalm-Eder-Kreis).

### Gliederung
Die Gemeinde besteht aus den 16 Ortsteilen Appenfeld, Berndshausen, Ellingshausen, Hausen, Hergetsfeld, Lichtenhagen, Nausis, Nenterode, Niederbeisheim, Oberbeisheim, Reddingshausen, Remsfeld (Sitz der Gemeindeverwaltung), Rengshausen, Schellbach, Völkershain und Wallenstein.

## Geschichte
Die Bildung der Großgemeinde Knüllwald im Rahmen der Gebietsreform in Hessen geschah in zwei Etappen. Zum 31. Dezember 1971 hatten sich die Gemeinden Appenfeld, Ellingshausen, Hergetsfeld, Oberbeisheim, Reddingshausen, Remsfeld, Schellbach, Völkershain und Wallenstein freiwillig zur neuen Gemeinde Knüllwald zusammengeschlossen. Kraft Landesgesetz kamen zum 1. Januar 1974 die Gemeinden Berndshausen, Niederbeisheim und Rengshausen zur Großgemeinde Knüllwald. Damit wurde eine der größten Flächengemeinden Hessens geschaffen. Für alle ehemals eigenständigen Gemeinden von Knüllwald wurden Ortsbezirke nach der Hessischen Gemeindeordnung eingerichtet.
Seit 1998 ist die Großgemeinde Dömsöd (Ungarn) die Partnergemeinde von Knüllwald.
Seit Oktober 2019 betreibt „Amazon Logistics“ in Knüllwald ein Verteilzentrum.

## Bevölkerung

### Einwohnerstruktur 2011
Nach den Erhebungen des Zensus 2011 lebten am Stichtag, dem 9. Mai 2011, in Knüllwald 4537 Einwohner. Nach dem Lebensalter waren 678 Einwohner unter 18 Jahren, 1761 zwischen 18 und 49, 1068 zwischen 50 und 64 und 1029 Einwohner waren älter. Unter den Einwohnern waren 101 (2,2 %) Ausländer, von denen 51 aus dem EU-Ausland, 27 aus anderen europäischen Ländern und 21 aus anderen Staaten kamen. (Bis zum Jahr 2020 erhöhte sich die Ausländerquote auf 5,6 %.) Die Einwohner lebten in 1998 Haushalten. Davon waren 540 Singlehaushalte, 576 Paare ohne Kinder und 669 Paare mit Kindern, sowie 180 Alleinerziehende und 33 Wohngemeinschaften. In 396 Haushalten lebten ausschließlich Senioren und in 1221 Haushaltungen lebten keine Senioren.

### Einwohnerentwicklung
| Knüllwald: Einwohnerzahlen von 1973 bis 2020                        | Knüllwald: Einwohnerzahlen von 1973 bis 2020 | Knüllwald: Einwohnerzahlen von 1973 bis 2020 | Knüllwald: Einwohnerzahlen von 1973 bis 2020 | Knüllwald: Einwohnerzahlen von 1973 bis 2020 |
| ------------------------------------------------------------------- | -------------------------------------------- | -------------------------------------------- | -------------------------------------------- | -------------------------------------------- |
| Jahr                                                                |                                              |                                              |                                              | Einwohner                                    |
| 1973                                                                | 1973                                         |                                              | 5.248                                        | 5.248                                        |
| 1975                                                                | 1975                                         |                                              | 5.159                                        | 5.159                                        |
| 1980                                                                | 1980                                         |                                              | 5.234                                        | 5.234                                        |
| 1985                                                                | 1985                                         |                                              | 5.290                                        | 5.290                                        |
| 1990                                                                | 1990                                         |                                              | 5.463                                        | 5.463                                        |
| 1995                                                                | 1995                                         |                                              | 5.323                                        | 5.323                                        |
| 2000                                                                | 2000                                         |                                              | 5.135                                        | 5.135                                        |
| 2005                                                                | 2005                                         |                                              | 4.928                                        | 4.928                                        |
| 2010                                                                | 2010                                         |                                              | 4.612                                        | 4.612                                        |
| 2011                                                                | 2011                                         |                                              | 4.537                                        | 4.537                                        |
| 2015                                                                | 2015                                         |                                              | 4.508                                        | 4.508                                        |
| 2020                                                                | 2020                                         |                                              | 4.377                                        | 4.377                                        |
| Quelle(n): Hessisches Statistisches Informationssystem; Zensus 2011 |                                              |                                              |                                              |                                              |

### Religionszugehörigkeit
| • 1987: | 4145 evangelische (= 85,5 %), 435 katholische (= 9,0 %), 265 sonstige (= 5,5 %) Einwohner  |
| • 2011: | 3447 evangelische (= 76,0 %), 358 katholische (= 7,9 %), 732 sonstige (= 13,1 %) Einwohner |

## Politik

### Gemeindevertretung
Die Kommunalwahl am 14. März 2021 lieferte folgendes Ergebnis, in Vergleich gesetzt zu früheren Kommunalwahlen:
| Gemeindevertretung – Kommunalwahlen 2021 | Gemeindevertretung – Kommunalwahlen 2021                             |
| --- | -------------------------------------------------------------------- |
| Stimmenanteil in %Wahlbeteiligung 59,7 % 50403020100 37,7 (−11,6)28,1 (n. k.)19,9 (−6,7)14,4 (−6,1)n. k. (−3,6) SPDGUTbUKWcCDUGrüne20162021Anmerkungen:b Gut für Knüllwaldc Unabhängige Knüllwälder Wählergemeinschaft | SitzverteilungInsgesamt 23 Sitze - SPD: 9 - GUT: 6 - UKW: 5 - CDU: 3 |

| Parteien und Wählergemeinschaften | Parteien und Wählergemeinschaften           | % 2021 | Sitze 2021 | % 2016 | Sitze 2016 | % 2011 | Sitze 2011 | % 2006 | Sitze 2006 | % 2001 | Sitze 2001 |
| --------------------------------- | ------------------------------------------- | ------ | ---------- | ------ | ---------- | ------ | ---------- | ------ | ---------- | ------ | ---------- |
| SPD                               | Sozialdemokratische Partei Deutschlands     | 37,7   | 9          | 49,3   | 11         | 57,1   | 13         | 52,6   | 12         | 58,6   | 18         |
| GUT                               | Gut für Knüllwald                           | 28,1   | 6          | —      | —          | —      | —          | —      | —          | –      | –          |
| UKW                               | Unabhängige Knüllwälder Wählergemeinschaft  | 19,9   | 5          | 26,6   | 6          | —      | —          | —      | —          | —      | —          |
| CDU                               | Christlich Demokratische Union Deutschlands | 14,4   | 3          | 20,5   | 5          | 31,6   | 7          | 31,9   | 7          | 29,0   | 9          |
| Grüne                             | Bündnis 90/Die Grünen                       | —      | —          | 3,6    | 1          | 6,9    | 2          | 6,0    | 2          | 5,7    | 2          |
| FDP                               | Freie Demokratische Partei                  | —      | —          | —      | —          | 4,4    | 1          | 5,2    | 1          | —      | —          |
| FWG                               | Freie Wählergemeinschaft                    | —      | —          | —      | —          | —      | —          | 4,3    | 1          | —      | —          |
| F.D.P.-FWG                        | Freie Bürgerliste F.D.P. – FWG              | —      | —          | —      | —          | —      | —          | —      | —          | 6,7    | 2          |
| Gesamt                            | Gesamt                                      | 100,0  | 23         | 100,0  | 23         | 100,0  | 23         | 100,0  | 23         | 100,0  | 31         |
| Wahlbeteiligung in %              | Wahlbeteiligung in %                        | 59,7   | 59,7       | 61,0   | 61,0       | 60,3   | 60,3       | 59,3   | 59,3       | 66,5   | 66,5       |

### Bürgermeister
Nach der hessischen Kommunalverfassung wird der Bürgermeister für eine sechsjährige Amtszeit gewählt, seit dem Jahr 1993 in einer Direktwahl, und ist Vorsitzender des Gemeindevorstands, dem in der Gemeinde Knüllwald neben dem Bürgermeister ehrenamtlich ein Erster Beigeordneter und neun weitere Beigeordnete angehören. Bürgermeister ist seit dem 1. Januar 2024 der parteiunabhängige Andreas Koch. Er setzte sich am 8. Oktober 2023 im ersten Wahlgang gegen den Amtsinhaber Jürgen Roth (UKW), der sich um eine zweite Amtszeit beworben hatte, bei 74,47 Prozent Wahlbeteiligung mit 69,65 Prozent der Stimmen durch.
Amtszeiten der Bürgermeister
- 2024–2029 Andreas Koch[19]
- 2018–2023 Jürgen Roth (UKW)[20]
- 1989–2017 Jörg Müller (SPD)[23]

### Ortsbeiräte
Für die Ortsteile Appenfeld, Berndshausen, Ellingshausen, Hausen, Hergetsfeld, Lichtenhagen, Nausis, Nenterode, Niederbeisheim, Oberbeisheim, Reddingshausen, Remsfeld, Rengshausen, Schellbach, Völkershain und Wallenstein besteht je ein Ortsbezirk nach Maßgabe der §§ 81 und 82 HGO und des Kommunalwahlgesetzes in der jeweils gültigen Fassung.
Die Ortsbeiräte bestehen aus fünf bis sieben Mitgliedern. Der Ortsbeirat des Ortsbezirks wird im Rahmen der Kommunalwahlen gewählt und bestimmt aus seiner Mitte den/die Ortsvorsteher/in. Die Ortsbezirksgrenzen entsprechen den Gemarkungen der eingegliederten ehemaligen Gemeinden.

## Sehenswürdigkeiten

### Museen
- Landtechnisches Museum in Völkershain
- Lebendiges Bienenmuseum Knüllwald

### Bauwerke
- Burgruine Wallenstein
- Wehrkirche Berndshausen: erbaut 1729, renoviert 1962
- Kirche Niederbeisheim: erbaut 1775, renoviert 1963
- Kirche Oberbeisheim: erbaut 1720, Taufstein, renoviert 1971
- Kirche Remsfeld: gotische Kirche mit spätgotischem Chor, einem spätgotischen Wandtabernakel und einem Taufstein
- Kirche Reddingshausen: erbaut 1600, Fachwerk, Malereien. Die Kirche wurde 1953 renoviert. Seit 2007 erste Radfahrerkirche Hessens direkt am R 17
- Kirche Schellbach: erbaut im 15. Jahrhundert, renoviert 1966/67
- Kirche Völkershain: erbaut 1575, renoviert 1955 und 1971